# Onaway (Míchigan)
Onaway es una ciudad ubicada en el condado de Presque Isle en el estado estadounidense de Míchigan. En el Censo de 2010 tenía una población de 880 habitantes y una densidad poblacional de 216,69 personas por km².

## Geografía
Onaway se encuentra ubicada en las coordenadas 45°21′31″N 84°13′38″O / 45.35861, -84.22722. Según la Oficina del Censo de los Estados Unidos, Onaway tiene una superficie total de 4.06 km², de la cual 4.06 km² corresponden a tierra firme y (0.06%) 0 km² es agua.

## Demografía
Según el censo de 2010, había 880 personas residiendo en Onaway. La densidad de población era de 216,69 hab./km². De los 880 habitantes, Onaway estaba compuesto por el 95.8% blancos, el 0.68% eran afroamericanos, el 0.91% eran amerindios, el 0.11% eran asiáticos, el 0% eran isleños del Pacífico, el 0.34% eran de otras razas y el 2.16% pertenecían a dos o más razas. Del total de la población el 1.59% eran hispanos o latinos de cualquier raza.